# Василишин Андрій Володимирович
Андрій Володимирович Василишин (* 24 квітня 1933, с. Веснянка, Хмельницька область — 12 жовтня 2023) — генерал внутрішньої служби України (з 19 серпня 1993). Перший Міністр внутрішніх справ незалежної України (1990–1994). Радник Міністерства внутрішніх справ України (з жовтня 2001). Президент Всеукраїнського фонду правоохоронних органів, Збройних Сил і військових формувань «Україна» (з жовтня 1997).

## Освіта
Київська спеціальна середня школа міліції МВС СРСР (1959). Київський університет імені Тараса Шевченка, юридичний факультет (1966), юрист.

## Трудова діяльність
- 1950 — закінчив навчальний комбінат Міністерства радгоспів СРСР.
- Січень 1950 — жовтень 1952 — зоотехнік колгоспів Старокостянтинівського району та інкубаторної станції Хмельницької області, шофер автотранспортної контори (місто Старокостянтинів).
- Жовтень 1952 — грудень 1954 — солдат, курсант Авіашколи авіації далекої дії ЗС СРСР.
- Грудень 1954 — вересень 1957 — старший стрілець, командир вогнепального устатковання літака авіаполку авіації далекої дії.
- Вересень 1957 — вересень 1959 — курсант Київської спеціальної школи міліції МВС СРСР.
- Вересень 1959 — липень 1963 — оперуповноважений відділу боротьби з розкраданням державної власності Управління міліції міста Києва.
- Липень 1963 — лютий 1964 — слідчий Управління охорони громадського порядку міста Києва.
- Лютий 1964 — березень 1970 — слідчий, старший слідчий, старший слідчий з особливо важливих справ слідчого управління МВС УРСР.
- Березень 1970 — лютий 1972 — заступник начальника слідчого відділу УВС Київського облвиконкому.
- Лютий 1972 — квітень 1974 — начальник відділу дізнання МВС УРСР.
- Квітень 1974 — березень 1982 — начальник УВС Чернівецького облвиконкому.
- Березень 1982 — липень 1985 — начальник УВС Київського облвиконкому.
- Липень 1985 — липень 1990 — заступник Міністра внутрішніх справ УРСР, начальник УВС Київського міськвиконкому.
- 26 липня 1990 — 21 липня 1994 — Міністр внутрішніх справ УРСР, Міністр внутрішніх справ України.
- Липень 1994 — квітень 1995 — радник Міністра внутрішніх справ України.

Брав участь в розробці законів, розпоряджень і статутів України: «Про міліцію» (1990), «Про громадянство України» (1991), «Про оперативно-розшукову діяльність» (1992), «Про війська внутрішньої та конвойної охорони» (1992), «Про пенсійне забезпечення військовослужбовців та осіб начальницького і рядового складу органів внутрішніх справ» (1992), «Про попереднє ув'язнення» (1993), «Про дорожній рух» (1993), «Положення про Міністерство внутрішніх справ України» (1992), «Про організаційно-правові основи боротьби з організованою злочинністю» (1993), «Дисциплінарний статут органів внутрішніх справ України» (1991) та інші.
За керівництва створені служби і підрозділи: Національне бюро Інтерполу України, Служба міжнародних зв'язків, Головне управління боротьби з організованою злочинністю, підрозділ «Беркут» тощо; нові навчальні заклади, Національний музей «Чорнобиль» тощо.
11 червня 2005 — на II конгресі Української секції Міжнародної поліцейської асоціації в Києві обраний президентом УС МПА.
Учасник ліквідації наслідків аварії на ЧАЕС. Член колегії журналу «Право України».

## Родина
Батько Володимир Васильович (1909—1983) і мати Анна Юхимівна (1911—1988) — колгоспники. Дружина Тамара Василівна (1937). Син Андрій (1968) — кандидат медичних наук, лікар лікарні «Київміськбуду».

## Нагороди та звання
- Орден «За заслуги» III ст. (27 червня 2013) — за значний особистий внесок у державне будівництво, соціально-економічний, науково-технічний, культурно-освітній розвиток України, вагомі трудові здобутки та високий професіоналізм[2]
- Іменна вогнепальна зброя від Президента України
- Почесний працівник МВС України.
- Заслужений працівник МВС України.
- Заслужений працівник МВС СРСР.
- Заслужений юрист України (квітень 2003).
- Орден Червоної Зірки (двічі).
- Почесна грамота Кабінету Міністрів України (2003), Почесна грамота і пам'ятна медаль Верховної Ради України «10 років незалежності України».
- Ордени Святого мученика Трифона (РПЦ), «Христа Спасителя» (УПЦ КП), «За трудові досягнення» IV ступеня (Міжнародний відкритий рейтинг популярності «Золота Фортуна»), «Лицарської доблесті» V ступеня (Великий магістр Архистратига Михаїла), «Українського гетьманського війська», «Козацької слави» I ступеня.
- 26 медалей і 34 відомчі відзнаки МВС України та інших силових структур, зокрема: «Хрест Слави», «Лицар Закону», «За відзнаку в службі», «За мужність і відвагу».

Лейтенант (серпень 1959), старший лейтенант (жовтень 1962), капітан (вересень 1965), майор (жовтень 1968), підполковник (листопад 1971), полковник (квітень 1974), генерал-майор (жовтень 1978), генерал-лейтенант міліції (лютий 1990), генерал-полковник внутрішньої служби (25 грудня 1991), генерал внутрішньої служби (19 серпня 1993).
Занесений до книги «Визначні юристи сьогодення».
Почесний професор Національної академії внутрішніх справ України.
Почесне звання «Народний посол України» (Українське народне посольство).